# Eskilstuna Södra FF
Eskilstuna Södra FF är en fotbollsförening som bildades i Eskilstuna, Södermanland år 1946.
Hemmamatcherna spelas på Skogsängens IP i de södra delarna av Eskilstuna. Hemmatröjan är gul med svarta inslag.
Sedan år 2006 spelar "Prinsens lag" i division 4 Södermanland. Man var ytterst nära att ta steget upp till division 3 under 2007 och 2008, men lyckades inte. Säsongen 2000 är klubbens hittills bästa genom tiderna då man kom nia i dåvarande division 2 Västra Svealand mot bland andra Degerfors IF, BK Forward och Syrianska FC.
Man har sedan 2006 ett samarbetsavtal med Eskilstunas elitsatsande fotbollsklubb, Eskilstuna City FK, som gör att unga Cityspelare kan bli utlånade mitt under säsong för att få speltid i division 4 med Södra FF.
Den 2 augusti 2002 invigdes nya Tunavallen med matchen Eskilstuna Södra FF - Eskilstuna City FK i division 2. Tommy Onodi gjorde det historiska första målet på arenan, vilket gav Södra en 1-0-ledning. Eskilstuna City kom dock tillbaka och vann till sist med 2-1.
Säsongen 2010 vann Södra FF Division 4 Södermanland, Södra FF kammade ihop hela 50 poäng, 8 poäng mer än tabell 2:an IK Viljan.
Säsongen 2011 vann Södra FF Division 3 Södra Svealand som nykomlingar i serien före lokalkonkurrenten IFK Eskilstuna på lika många poäng men med 2 måls marginal på målskillnaden.

Eskilstuna Södra TFF (B-lag)som spelar i Division 5 Södermanland

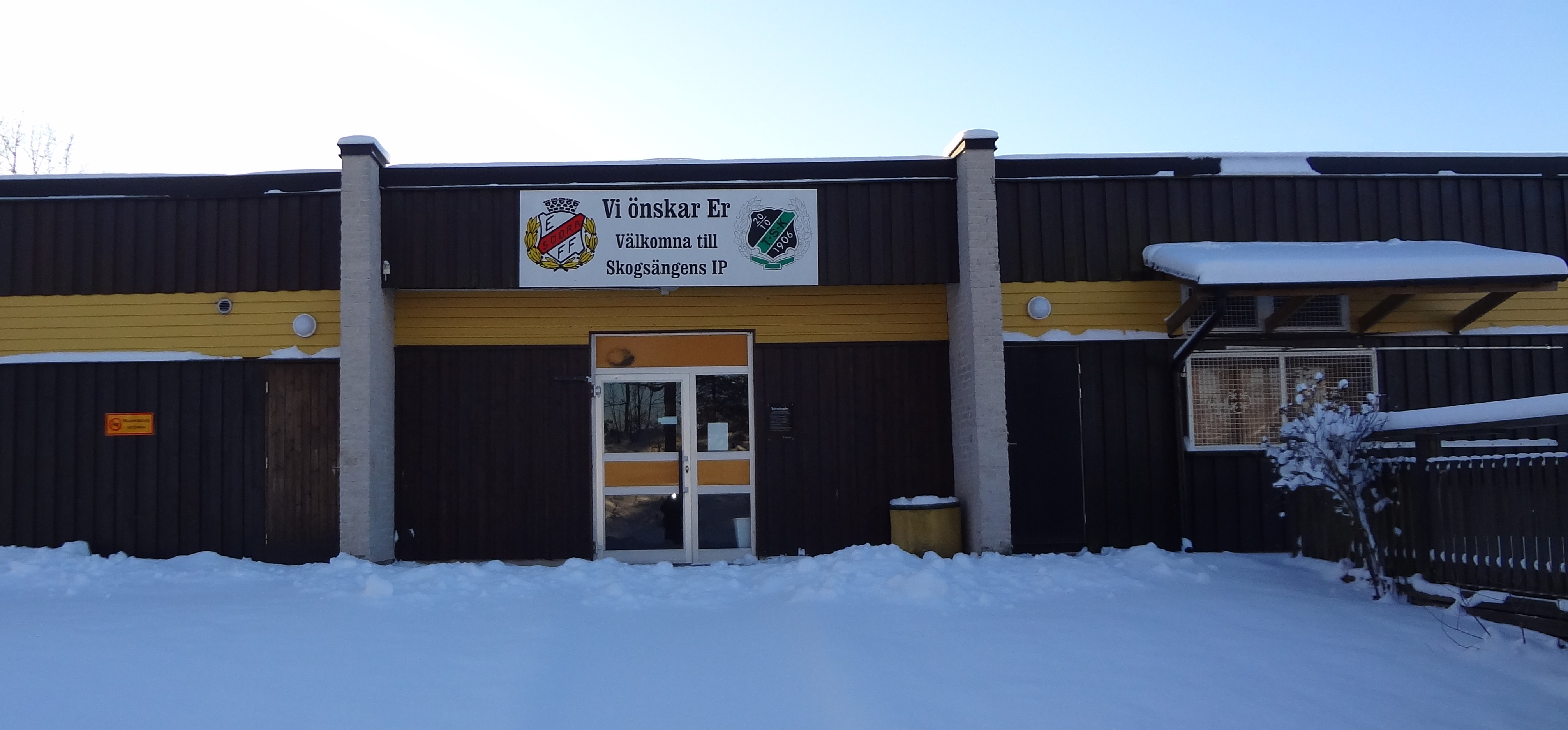
Klubbens lokaler vid Skogsängens IP.

## Säsonger sedan 1995
- 1995 - 10:a i Division 3 Östra Svealand.
- 1996 - Spel i Division 4. 3:a i Kvalspelet till Division 3.
- 1997 - Division 4 Södermanland.
- 1998 - Uppflyttning från Division 4 Södermanland.
- 1999 - 1:a i Division 3 Västra Svealand.
- 2000 - 9:a i Division 2 Västra Svealand.
- 2001 - 10:a i Division 2 Västra Svealand (seger i det efterföljande kvalspelet mot Karlslunds IF HFK).
- 2002 - 12:a i Division 2 Västra Svealand.
- 2003 - 7:a i Division 3 Västra Svealand.
- 2004 - 9:a i Division 3 Östra Svealand. 1:a i Kvalet till Division 3 Östra Svealand.
- 2005 - 11:a i Division 3 Västra Svealand.
- 2006 - 10:a i Division 4 Södermanland.
- 2007 - 3:a i Division 4 Södermanland.
- 2008 - 2:a i Division 4 Södermanland.
- 2009 - 3:a i Division 4 Södermanland.
- 2010 - 1:a i Division 4 Södermanland.
- 2011 - 1:a i Division 3 Södra Svealand
- 2012 - 12:a i Division 2 Södra Svealand
- 2013 - 6:a i Division 3 Västra Svealand
- 2014 - 7:a i Division 3 Södra Svealand